# Pierre Andrieu (œnologue)
Pour les articles homonymes, voir Pierre Andrieu et Andrieu.
Ne doit pas être confondu avec Pierre Andrieu (critique gastronomique).
Pierre Marius Albert Andrieu, né le 1er septembre 1870 dans le 3e arrondissement de Paris et mort le 19 novembre 1925 dans le 4e arrondissement, est auteur d'ouvrages dans le domaine du vin et a également repris l'activité de son père, marchand de vin.

## Publications
- Le vin et les vins de fruits. Analyse du moût et du vin. Vinification. Sucrage. Maladies du vin. Études sur les levures de vin cultivés. Distillation, Paris, Gauthier-Villars, 1894, 378 p. (lire en ligne).
- La viticulture, ses procédés et son matériel : la viticulture a l'Exposition universelle de 1900. Culture et défense de la vigne, procédés divers de vinification, amélioration et conservation des vins, matériel viticole et de distillation, vins et eaux-de-vie - bibliographie viticole, Coulet et fils, 1901.
- Le sucrage des vendanges : les vins de première cuvée avec chaptalisation des moûts. les vins de sucre avec corrections dans leur composition, Féret et fils, 1903.